# ألان شيلدز
ألان شيلدز هو لاعب هوكي الجليد كندي، ولد في 10 مايو 1907 في أوتاوا في كندا، وتوفي في 24 سبتمبر 1975.

## وصلات خارجية
- ألان شيلدز على موقع دوري الهوكي الوطني (الإنجليزية)
- ألان شيلدز على موقع قاعة مشاهير الهوكي (لاعب أن.إتش.أل) (الإنجليزية)
- ألان شيلدز على موقع EliteProspects.com (الإنجليزية)
- ألان شيلدز على موقع HockeyDB.com (الإنجليزية)
- ألان شيلدز على موقع Hockey-Reference.com (الإنجليزية)